# الفنون القتالية في التاريخ الأوروبي

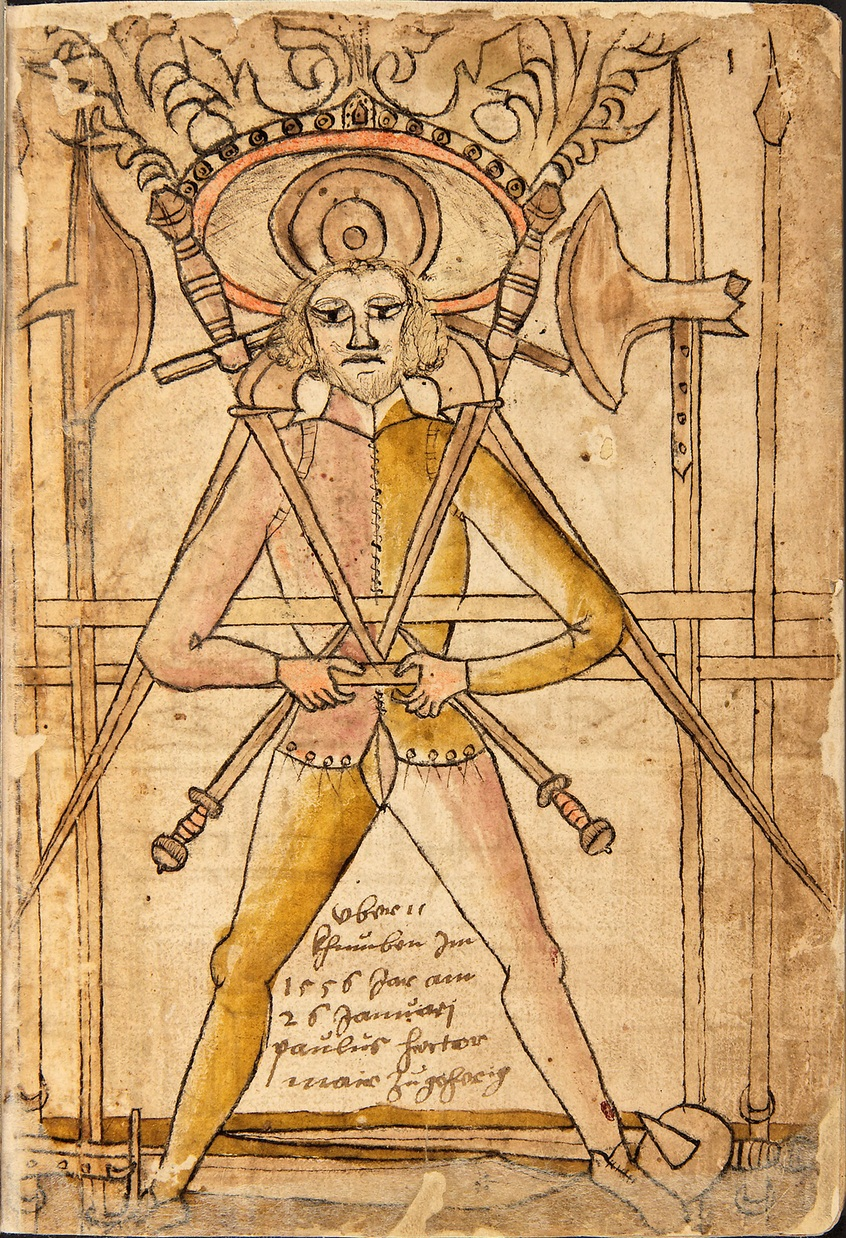
صورة من مخطوطة اوغسبورغ Cod.I.6.4º.2 (الدستور الرشتاين)، 1R ورقة مطوية، القرن الخامس عشر، والتي تبين متنوعة من الأسلحة التي كان لإتقان فارس

الفنون القتالية في التاريخ الأوروبي. (بالفرنسية: Arts martiaux historiques européens)‏، يشير إلى جميع الفنون القتالية التي كانت موجودة في أوروبا وسقطت في غياهب النسيان، وعملية إعادة تشكيل هذه الفنون القتالية ظهرت منذ عام 1990، تقريبا. تغطي هذه المقالة الجانب الثاني.
مصطلح (Western) فنون قتالية يستخدم في الولايات المتحدة، أو المبارزة التاريخية، تستخدم أحيانا لتعيين نفس النهج؛ في هذه الحالة مع التركيز أكثر على المبارزة، والتي نجدها حكاية تاريخية هنا. ومع ذلك مجال الفنون القتالية في التاريخ الأوروبي أوسع، لأنه يشمل أيضا المصارعة، والعصا، والبنادق، وغيرها من الأسلحة الغير معتادة، مثل البندقية والحربة، المنجل، مجرفة خندق...
إعادة بناء حديثة لبعض هذه الفنون بدأت تظهر في حوالي عام 1890 وهي اليوم تمارس بطريقة منهجية منذ التسعينيات.

## روابط خارجية
- Fédération française des arts martiaux historiques européens
- Annuaire et portail des associations AMHE
- AEMMA - Academy of European Medieval Martial Arts
- Fédération suisse des arts martiaux historiques européens